# Губернатор Курганской области
Губерна́тор Курга́нской о́бласти — высшее должностное лицо Курганской области. Возглавляет высший исполнительный орган государственной власти области — правительство Курганской области.

## История
С конца 1991 года основной механизм легитимации региональных органов государственной власти был связан с популярностью президента Российской Федерации Бориса Ельцина, получившего легитимность в ходе всенародного голосования. В начале кардинальных преобразований у президента России были фактически неограниченные полномочия по формированию исполнительной власти в субъектах Российской Федерации. Так 24 октября 1991 года указом президента Ельцина главой администрации Курганской области был назначен Валентин Павлович Герасимов.
В 1993 году Курганская область в соответствии с принятой конституцией Российской Федерации, подтвердившей Федеративный договор 1992 года, получила статус субъекта федерации. В декабре 1994 года был принят устав Курганской области.
9 августа 1995 года в преддверии парламентских и президентских выборов указом президента Ельцина Валентин Герасимов был снят с должности главы администрации, а 15 августа на должность был назначен первый заместитель главы областной администрации Анатолий Николаевич Соболев. Герасимов же возглавил вновь созданную избирательную комиссию Курганской области.

### Первые выборы (1996)
Весной-летом 1996 года прошли перевыборы руководителей трёх регионов, возглавляемых избранными руководителями с 12 июня 1991 года (Татарстан, Москва, Санкт-Петербург), а в сентябре 1996 года начались выборы глав исполнительной власти в большинстве субъектов Российской Федерации. В Курганской области выборы губернатора были назначены на 24 ноября. При этом название должности «глава администрации Курганской области» было изменено на «глава администрации (губернатор) Курганской области».
В августе 1996 сложились две коалиции, которые и стали основными коллективными участниками губернских выборов: Народно-патриотический союз России (НПСР) во главе с Г. А. Зюгановым (сложился на базе блока, поддержавшего кандидата Зюганова на президентских выборах 16 июня 1996) и Общероссийский координационный совет (ОКС) во главе с С. А. Филатовым (сложился на базе ОДОПП — Общероссийского движения общественной поддержки Президента — Ельцинского блока на президентских выборах 1996 года).
В первом туре выборов, состоявшемся 24 ноября, никто из кандидатов не набрал более 50 %. Большинство голосов (40,87 %) получил председатель Курганской областной думы Олег Алексеевич Богомолов (НПСР), второе место занял гендиректор ЗАО «Иволга-ЛТД» Анатолий Николаевич Колташов (поддержан «Яблоком») с 33,14 %, а действующий глава Анатолий Николаевич Соболев (ОКС) получил лишь 12,92 %. После первого тура председатель ОКС Сергей Филатов сказал, что во втором туре ОКС и федеральные структуры будут делать ставку на независимого кандидата Анатолия Колташова. Однако 29 ноября Колташов снял свою кандидатуру с выборов, заявив, что «Не ожидал такого давления». Вслед за ним от участия в выборах отказался и Соболев. Облизбирком решил проводить второй тур при одном кандидате Олеге Богомолове. Безальтернативные выборы состоялись 8 декабря 1996 года и единственный кандидат Олег Богомолов был избран главой администрации. За него проголосовали 67 % избирателей, участвовавших в выборах. Попытка оспорить итоги выборов в связи с их безальтернативностью в Верховном Суде РФ не увенчалась успехом. 6 февраля 1997 года указом президента России по итогам выборов Анатолий Соболев был освобождён от должности главы администрации Курганской области со дня вступления в должность избранного главы Олега Богомолова.

### Губернаторство О. А. Богомолова
В течение первого срока губернатора Богомолова дефицит областного бюджета сохранился. Однако губернатор следил, чтобы не было задолженностей по выплате пенсий, поскольку треть избирателей области составляли пенсионеры. Несмотря на свой «народно-патриотический» имидж, Богомолов проявлял высокую степень лояльности по отношению к Кремлю. Так в 1999 году он одним из первых выступил за назначаемость глав регионов.
Следующие выборы губернатора Курганской области состоялись 26 ноября 2000 года. Участвовало 5 кандидатов: действующий губернатор Олег Алексеевич Богомолов (член КПРФ и Единства, поддержан НПСР и Отечеством), председатель областной думы Лев Григорьевич Ефремов, генеральный директор АО «Кургандрожжи» Николай Дмитриевич Багрецов, генеральный директор ЗАО «Иволга-ЛТД» Анатолий Николаевич Колташов и председатель комитета по законодательству и государственному строительству областной думы, президент АО «Курганский автобусный завод» Александр Сергеевич Антошкин. Все они были выдвинуты группами избирателей. В первом туре большинство голосов получил Богомолов (43,23 %), второе место занял Николай Багрецов (22,05 %). Во втором туре выборов 10 декабря 2000 года Богомолов набрал 51 %, а Багрецов — 42 %. Таким образом действующий губернатор был переизбран на следующие 4 года.
На губернаторских выборах 19 декабря 2004 во втором туре действующий губернатор Олег Богомолов отстоял свой пост (это его третий губернаторский срок). За него было подано 49,1 % голосов.
29 декабря 2009 года По представлению президента РФ от 25 декабря 2009 года кандидатура О. А. Богомолова была утверждена областной думой для наделения его полномочиями высшего должностного лица субъекта РФ на очередной срок.
14 февраля 2014 года Владимир Путин принял отставку О. А. Богомолова с поста губернатора Курганской области. К концу срока рейтинг Богомолова был одним из самых низких среди губернаторов России.

### Губернаторство А. Г. Кокорина
Указом президента РФ от 14 февраля 2014 года Алексей Геннадьевич Кокорин назначен временно исполняющим обязанности губернатора Курганской области.
14 сентября 2014 года по итогам голосования на выборах губернатора Курганской области А. Г. Кокорин одержал уверенную победу, получив 248 323 голоса (84,87 %). Другие кандидаты: Юрий Михайлович Александров (от ЛДПР) получил 12 822 голоса (4,38 %), Иван Петрович Евгенов (КПРФ) получил 23 627 голоса (8,07 %), Игорь Владимирович Рюмин (Патриоты России) получил 2 634 голоса (0,90 %)
26 сентября 2014 года в 13:00 в Курганской областной филармонии состоялась инаугурация избранного губернатора Курганской области.
2 октября 2018 года президент Российской Федерации принял отставку губернатора Курганской области Кокорина А. Г. по собственному желанию.

### Губернаторство В. М. Шумкова
Указом президента РФ от 2 октября 2018 года Вадим Михайлович Шумков назначен временно исполняющим обязанности губернатора Курганской области.
В Единый День голосования, 8 сентября 2019 года, с результатом 80,86 % в первом туре выборов губернатора Курганской области он одержал победу. Срок его полномочий завершится в 2024 году.

## Порядок избрания и вступления в должность
Порядок наделения полномочиями губернатора Курганской области устанавливается федеральным законом и Уставом Курганской области.
В 1991 и 1995 году глава администрации назначался указом президента России. Выборы проводились в 1996, 2000, 2004 годах. В 2009 году губернатор Курганской области был выбран президентом России и утверждён в должности областной думой. Вновь прямые выборы губернатора состоялись в единый день голосования 14 сентября 2014 года.

### Список губернаторов
- Герасимов, Валентин Павлович (24 октября 1991 — 9 августа 1995), глава администрации
- Соболев, Анатолий Николаевич (15 августа 1995 — 6 февраля 1997), глава администрации (губернатор)
- Богомолов, Олег Алексеевич (6 февраля 1997 — 14 февраля 2014), глава администрации (губернатор); с марта 2000 — губернатор
- Кокорин, Алексей Геннадьевич (26 сентября 2014 — 2 октября 2018) и. о. 14 февраля — 26 сентября 2014,
- Шумков, Вадим Михайлович (с 18 сентября 2019 года) и. о. 2 октября 2018 — 18 сентября 2019

## Заработная плата
Официальная заработная плата врио губернатора Курганской области в 2019 году составила 140 000 рублей в месяц.